# 約翰·米恩斯
約翰·艾蘭·米恩斯（英語：John Alan Means，1993年4月24日—），為美國職棒大聯盟的投手，目前效力於克里夫蘭守護者，先前曾效力於巴爾的摩金鶯。他於2018年登上大聯盟，2019年入選明星賽。2021年5月5日，他投出金鶯隊史第10場無安打比賽。

## 職業生涯
2018年9月26日，米恩斯登上大聯盟。該年他以牛棚投手身分出賽3場比賽，防禦率1.59。隨後他便加入球隊的先發輪值中。
2019年4月9日，米恩斯完成他在大聯盟的初次先發。4月24日，他拿下生涯首場先發勝投。這年米恩斯在上半季的防禦率只有2.50為美聯最低，他也因此獲選進入明星賽輪值。這年他拿下12勝11敗，防禦率3.60，在美聯新人王票選上拿下第二名。2020年的縮水賽季，米恩斯只拿下2勝4敗，防禦率4.53。
2021年，金鶯隊宣布米恩斯為球隊的開幕戰先發。5月5日，他面對水手隊投出一場27上27下的無安打比賽。他整場比賽只對Sam Haggerty投出一次不死三振讓他上壘，最後Haggerty盜壘失敗。米恩斯也因此成為大聯盟首位沒有丟出觸身球、四壞以及隊友失誤上壘的無安打投手，也是金鶯隊自1991年以來首見的無安打表現，更是繼1969年的吉姆·帕爾默後，隊史首位獨自一人投滿9局無安打的投手。

## 個人生活
米恩斯的妻子為前足球運動員Caroline Stanley。他的弟弟傑克曾在2019年大聯盟選秀會上第22輪被皇家隊選中。

## 外部連結
- 球員資訊和成績在MLB ，ESPN ，Retrosheet ，Baseball Reference ，Baseball Reference (Minors) ，Fangraphs ，The Baseball Cube （英文）
- 約翰·米恩斯的X（前Twitter）

| 奖项与成就         | 奖项与成就                        | 奖项与成就       |
| ------------------ | --------------------------------- | ---------------- |
| 前任： 卡洛斯·羅登 | 投出無安打比賽的投手 2021年5月5日 | 繼任： 韋德·麥利 |